# Sources assassines
 (octobre 2019).
Si vous disposez d'ouvrages ou d'articles de référence ou si vous connaissez des sites web de qualité traitant du thème abordé ici, merci de compléter l'article en donnant les références utiles à sa vérifiabilité et en les liant à la section « Notes et références ».
Pour plus de détails, voir Fiche technique et Distribution.
Sources assassines est un téléfilm français, hors série de la Collection Meurtres à..., écrit par Philippe Donzelot, réalisé par Bruno Bontzolakis et diffusé pour la première fois en France 14 mars 2017, sur France 3.

## Synopsis
À La Bourboule, station thermale du Puy-de-Dôme, un homme est retrouvé mort, victime d'un empoisonnement. Son ex-compagne, médecin au sein des thermes de cette cité, est soupçonnée. Sa fille vient à sa rescousse,,. Mais ses investigations mettent en exergue des secrets de famille.

## Fiche technique
- Réalisation : Bruno Bontzolakis[2],[3],[4]
- Scénario : Philippe Donzelot[3],[4]
- Productrice : Sophie Barrat
- Montage : Marc Tévanian
- Musique : Laurent Sauvagnac et Stéphane Zidi[4]
- Sociétés de production : France Télévisions Filières production et Scarlett Production
- Pays d'origine :  France
- Langue originale : français
- Genre : policier
- Durée : 91 minutes
- Date de diffusion :
  -  Suisse :
  -  Belgique :
  -  France : 14 mars 2017, sur France 3

## Distribution
- Julie de Bona : Fanny Volkov[2],[3]
- Marthe Keller : Irène Volkov[2],[3]
- Joakim Latzko : Chad Balhul[2],[3]
- Jacques Bonnaffé : Commandant Garnier[2],[3]
- Agathe Bonitzer : Séléna Rome[3]
- Alexandre Carrière : Régis Cazal[3]
- Geneviève Mnich : Simone Cazal[3]
- Marie-Pierre Nouveau : Sophie Renard[3]
- Emmanuel de Sablet : Xavier Duroc[4]
- Luc Leclerc du Sablon : Le légiste[4]
- Magali Genoud : Valérie Joyon
- Martin Daquin : Damien Dutour[4]
- Juliette Mabilat : Rebecca Lalande
- Pasquale D'Inca : Commissaire Manceau
- Magali Bonat : Jeanne Garnier
- Sébastien Bonnet : Docteur Lebon
- Matthieu Loos : Lieutenant Frizet
- Alexandra Bialy : Maître Gilot
- Esther Gaumont : Docteur Chaperon[4]
- Maxime Jullia : Officier de gendarmerie
- Christophe Mirabel : Le maire
- Thomas Di Genova : Le conteur[4]
- Bruno Munda : Officier de Police scientifique[4]
- Étienne Diallo : Employé hôtel Belle époque
- Jean-Erns Marie-Louise : Chirurgien Séléna
- Marielle Compain : Yamara
- Romain Coindet : Julien Champion
- Lana Castaneda : Hélène Champion[4]

## Tournage
Le tournage a eu lieu en septembre 2016 dans le département du Rhône, principalement dans la région lyonnaise à Villeurbanne, à Saint-Didier-au-Mont-d'Or.... et dans le département du Puy-de-Dôme à La Bourboule (Grands Thermes), au Mont-Dore (Hôtel du Parc),...

## Audience
- France : 2,891 millions de téléspectateurs (première diffusion) (12,1 % de part d'audience)[8]